# Bijnor
|  | Per a altres significats, vegeu «Districte de Bijnor». |

Bijnor (hindi: बिजनौर, urdú: بجنور) també Bijnaur i Bijnour, és una ciutat i municipi de l'estat d'Uttar Pradesh a l'Índia, capital del districte de Bijnor. La població és de 79.368 habitants (cens del 2001). La població el 1881 era de 15.147 habitants i el 1901 de 17.583. És capital de districte des de 1824.